# Andrijiwka (hromada Donećke)
Andrijiwka (ukr. Андріївка) – osiedle typu miejskiego na Ukrainie, w obwodzie charkowskim, w rejonie iziumskim, w hromadzie Donećke. W 2001 liczyło 9705 mieszkańców, wśród których 8665 wskazało jako ojczysty język ukraiński, 816 rosyjski, 5 mołdawski, 8 białoruski, 22 ormiański, 151 romski, 3 niemiecki, a 35 inny. W 2022 liczyło 8372 mieszkańców.

## Urodzeni
- Petro Szełest